# Samarès Manor

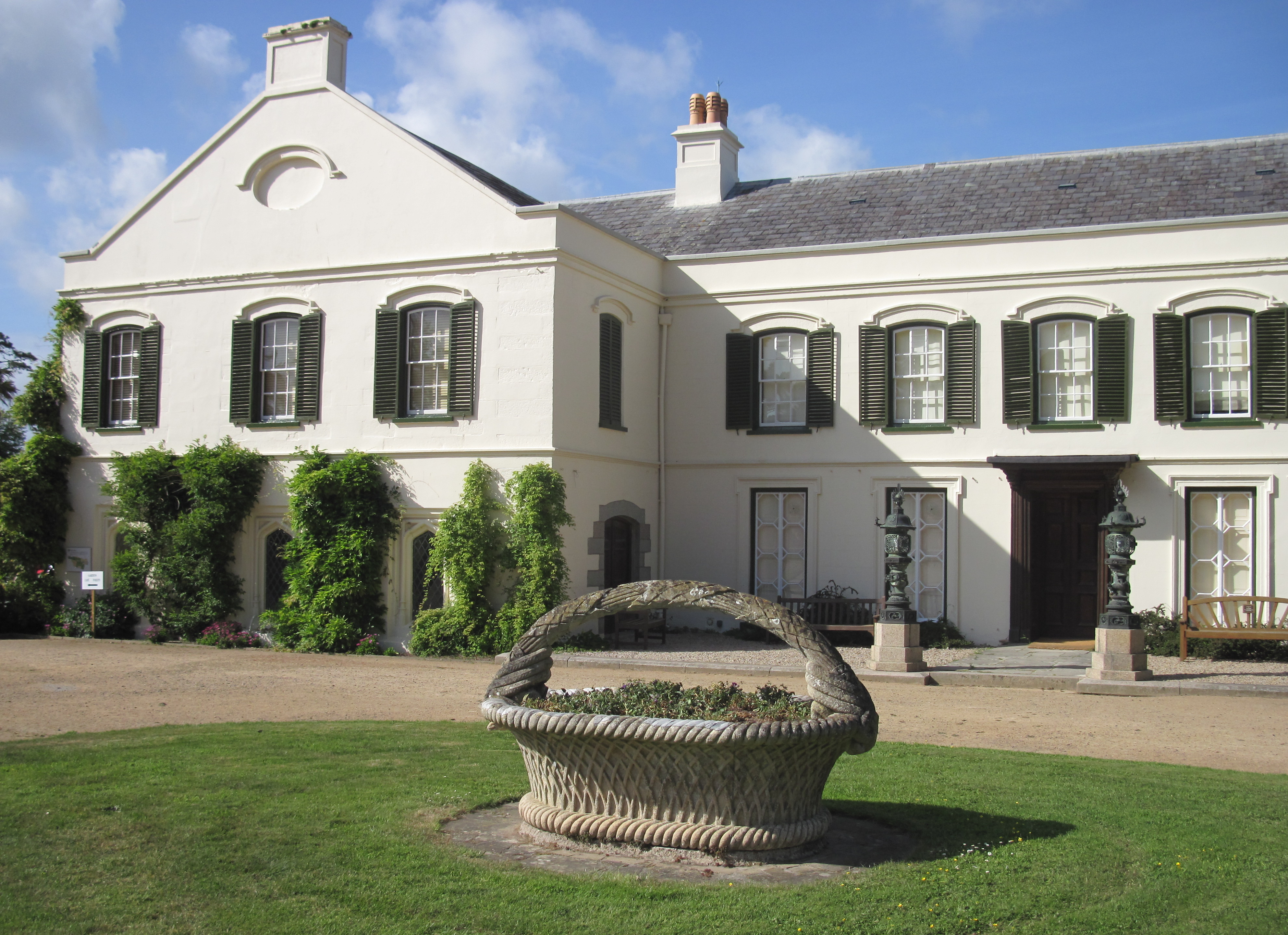
Das Herrenhaus Samarès Manor

Samarès Manor (Jèrriais Mangni d’Sanmathès) ist ein Herrenhaus mit aus dem Mittelalter stammenden Teilen in der Vingtaine de Samarès der Gemeinde St. Clement auf der Kanalinsel Jersey und ist der traditionelle Herrensitz des Seigneur de Samarès. Das Herrenhaus gehört zu den bedeutenden Denkmalen auf der Insel (Liste Grade I).
Der Name Samarès steht für ein alt-französisches Wort, das Salzwiese oder Marschland bedeutet und damit den Bodentyp, der sich hier in den niedrigliegenden Gebieten überwiegend befindet (oder befand), bezeichnet.
Der älteste Teil des Gebäudes ist das Kellergewölbe, von dem angenommen wird, dass es sich um eine Krypta einer Kapelle aus dem 11. oder 12. Jahrhundert handelt.
1924 übernahm James Knott das Anwesen und gestaltete sowohl das Gebäude um, wie er auch in den 1920er und 1930er Jahren einen großen Teil des Geländes zu einem Garten umgestaltete. Dieser erlangte als botanischer Garten Berühmtheit und kann zwischen April und Oktober öffentlich besichtigt werden.
Der Colombier genannte runde Turm in diesem Areal ist ein Taubenschlag, von dem angenommen wird, dass er der älteste dieser Art auf der Insel Jersey ist. Auch er soll aus dem frühen 12. Jahrhundert stammen.
Im umgebenden Gelände befindet sich ein Vierseitenhof, der zu Teilen der Bewirtschaftung des Anwesens dient. In ihm befindet sich auch das Rural Life and Country Museum sowie Ferienwohnungen.